# گرگ وایلد
گرگ وایلد (انگلیسی: Gregg Wylde؛ زادهٔ ۲۳ مارس ۱۹۹۱) بازیکن فوتبال اهل بریتانیا است.
از باشگاه‌هایی که در آن بازی کرده‌است می‌توان به باشگاه فوتبال بری، باشگاه فوتبال رنجرز، باشگاه فوتبال سنت میرن، باشگاه فوتبال آبردین، باشگاه فوتبال بولتون واندررز، و باشگاه فوتبال پلیموث آرگیل اشاره کرد.
وی همچنین در تیم‌های ملی فوتبال Scotland national under-17 football team, Scotland national under-19 football team، و زیر ۲۱ سال اسکاتلند بازی کرده‌است.